# Tisserin sakalave
Ploceus sakalava
Espèce
Statut de conservation UICN

 LC  : Préoccupation mineure
Le Tisserin sakalave (Ploceus sakalava) est une espèce de passereaux appartenant à la famille des Ploceidae.

## Nomenclature
Son nom dérive du peuple Sakalava, qui partage environ la même aire de présence géographique.

### Reproduction

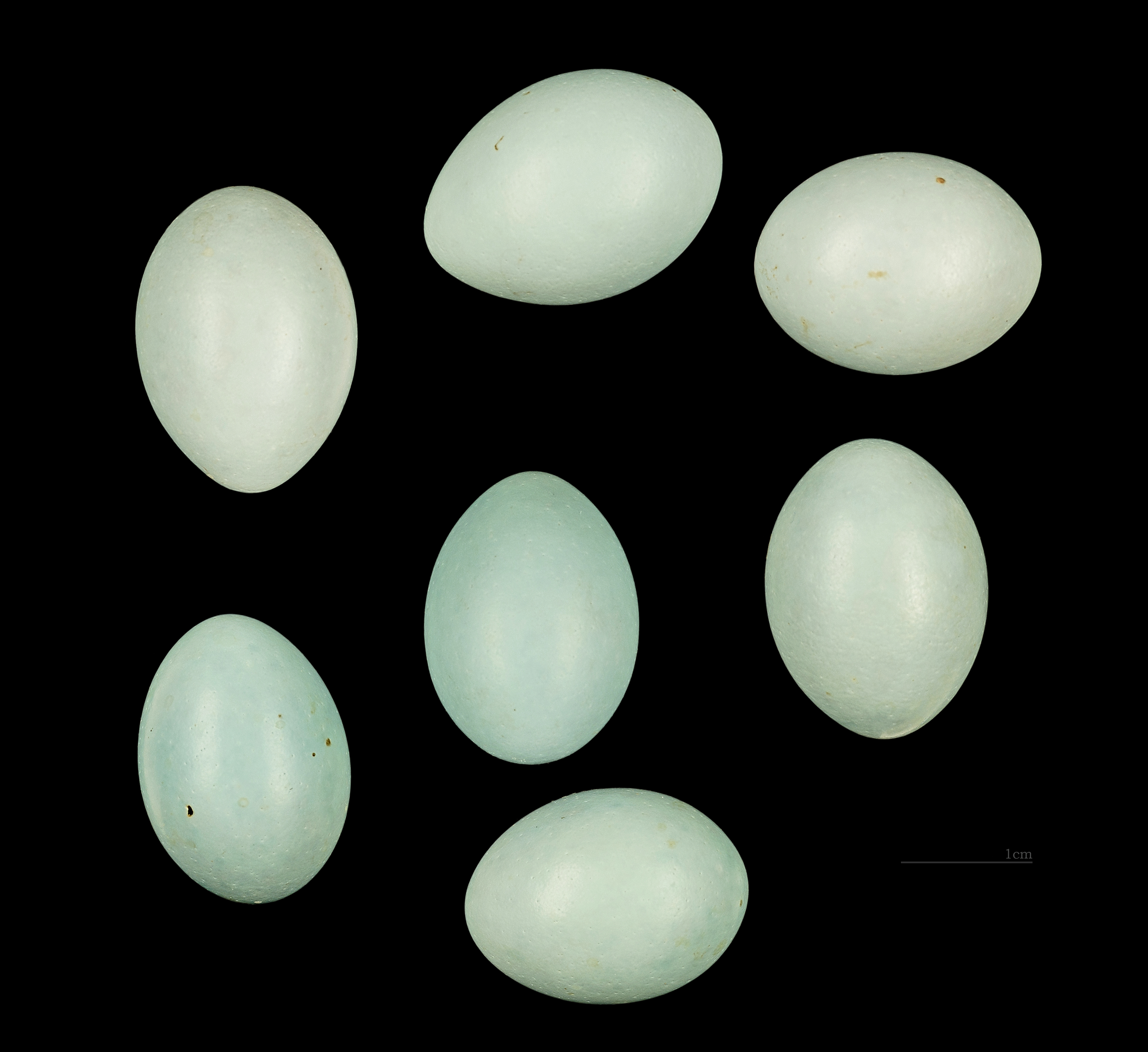
Œufs de Tisserin sakalave Muséum de Toulouse

## Répartition et habitat
Cet oiseau est répandu à travers le frange côtière occidentale de Madagascar.

## Systématique
L'espèce Ploceus sakalava a été décrite par l'ornithologue allemand Gustav Hartlaub en 1861.